# Консепсьон, Луис
Луис Консепсьон (исп. Luis Concepción; 6 октября 1985 года; Панама, Панама) — панамский боксёр-профессионал. Чемпион мира в наилегчайшей (WBA, 2011) и 2-й наилегчайшей (WBA, 2016) весовых категориях.

## Профессиональная карьера
Дебютировал на профессиональном ринге 21 марта 2006 года, победив Александра Мурильо техническим нокаутом во 2-м раунде.

### Завоевание титула
5 сентября 2009 года вышел на бой за титул временного чемпиона мира WBA в наилегчайшем весе против мексиканца Омара Саладо. Консепсьон одержал победу техническим нокаутом в последнем, 12-м раунде и завоевал титул.

### Защита титула
Трижды защитил титул временного чемпиона WBA.
27 ноября 2009 года нокаутировал в 4-м раунде мексиканца Роберто Карлоса Лейву.
22 апреля 2010 года победил техническим нокаутом в 4-м раунде мексиканца Эрика Ортиса.
2 октября 2010 года нокаутировал в первом же раунде таиландца Денкаосана Каовичита.
В январе 2010 года Консепсьону был присвоен полноценный титул чемпиона WBA.

### Потеря титула
2 апреля 2011 года потерял титул чемпиона в бою против мексиканца Эрнана Маркеса, проиграв тому техническим нокаутом в 11-м раунде.

### Второй бой с Эрнаном Маркесом
29 октября 2011 года вышел на второй бой с Эрнаном Маркесом. Взять реванш не удалось. Эрнан «Тайсон» Маркес нокаутировал панамца уже в 1-м раунде.

### Чемпионский бой с Карлосом Куадрасом
4 апреля 2015 года в бою за титул чемпиона мира по версии WBC во втором наилегчайшем весе проиграл единогласным решением судей мексиканцу Карлосу Куадрасу.

### Чемпионский бой с Кохэй Коно
31 августа 2016 года встретился с чемпионом мира во 2-м наилегчайшем весе по версии WBA японцем Кохэй Коно. Одержал победу единогласным решением судей. Счёт: 115—113 и 116—112 (дважды).

### Чемпионский бой с Халидом Яфаем
В декабре 2016 года не смог уложиться в лимит весовой категории и потерял титул чемпиона мира. 10 декабря 2016 года встретился с британцем Халидом Яфаем за вакантный титул чемпиона мира во 2-м наилегчайшем весе по версии WBA. Уступил единогласным решением судей. Счёт: 108—120, 110—117, 108—119.
7 февраля 2020 года нокаутировал в 11-м раунде колумбийца Роберта Барреру и завоевал временный титул WBA в наилегчайшем весе.

### Чемпионский бой с Артёмом Далакяном
20 ноября 2021 года встретился с чемпионом мира в наилегчайшем весе по версии WBA не имеющим поражений украинцем Артёмом Далакяном. Проиграл техническим нокаутом в 9-м раунде.

## Титулы
- Временный чемпион мира в наилегчайшей весовой категории (WBA Interim , 2009—2011, 2020—2021).
- Чемпион мира в наилегчайшей весовой категории (WBA, 2011).
- Временный чемпион мира во второй наилегчайшей весовой категории (WBA Interim , 2015—2016).
- Чемпион мира во второй наилегчайшей весовой категории (WBA, 2016).